# バンデット -偽伝太平記-
『バンデット -偽伝太平記-』（バンデット ぎでんたいへいき）は、河部真道による日本の漫画作品。南北朝時代（鎌倉時代後期から室町時代初期）の騒乱を記した『太平記』を題材にした漫画で、講談社の『モーニング』にて2016年45号（2016年10月6日発売）から2017年48号（2017年10月26日発売）まで連載していた（全52話）。題字は平田弘史による。なお、バンデット (bandit) は山賊の意味だが、本作では『太平記』の時代に見られる悪党を指している。

## あらすじ
鎌倉時代後期、少年・石（いし）は商隊の下人として過酷な労役を強いられていたが、ある日悪党の襲撃により商隊が壊滅したことで自由の身となる。しかし、襲撃した悪党が赤松氏の一党であったことに気づいてしまったことから、赤松氏当主赤松円心により一転して処刑を命じられてしまう。全てを諦めようとした石だったが、同じく処刑を待つ身となっていた猿冠者（さるかじゃ）を名乗る男の提案により、生き延びるため赤松氏を相手に戦をすることになる。石の身体能力と猿冠者の策略により、たった二人で円心率いる赤松軍を翻弄し追い詰めるものの、詰めを誤りあと一歩のところで捕らえられてしまう。万策尽きた二人だったが、一人の青年の嘆願により助命される。青年の正体は当代天皇後醍醐天皇の子息大塔宮であり、猿冠者は大塔宮と共に鎌倉幕府討幕を企てる同志であった。石は「自分の国を手に入れる」という目的のため、猿冠者と共に大塔宮一派として正中の変を戦う。
正中の変の後、石は討幕のため関東へ下向し、猿冠者がツテを持つ足利氏の屋敷へ向かう。猿冠者の正体は足利家当主足利貞氏の長男足利高義であり、父と共に討幕を果たすべく献策を行う。ところが貞氏は裏で高義（猿冠者）の暗殺をも計画しており、猿冠者は父と相討ち、石と命からがら屋敷を脱出する。貞氏は息子足利高氏と足利直義に天下を獲るよう言い遺し、石は致命傷を負った猿冠者と離別し一人で討幕の旅に出る。
猿冠者と別れて7年の歳月が流れ、青年に成長した石は河内国の車借楠木正成の元に身を寄せていた。正成は「ひりつきたい」という危うい欲望を持っており、後醍醐の挙兵に従い石と共に討幕の兵を挙げる。一度は敗れて潜伏するが、正成は天険の要塞千早城を築き再起。石もまた、畿内各地の悪党を糾合し、正成の元へと集う。千早城の籠城戦は一進一退で膠着状態となり、石は打開のため密かに包囲を脱出し京へと向かう。京に君臨する幕府の中枢にして最強の要塞・六波羅探題を陥落させるべく、石は悪党軍団を率いて決戦を挑む。

### ストーリー
| 話数          | サブタイトル   | 編称                                     | 単行本収録                                      | 年代                            | 歴史上の事象                                        | 主な舞台 | 実在する登場人物 | 史実との相違 |
| ------------- | -------------- | ---------------------------------------- | ----------------------------------------------- | ------------------------------- | --------------------------------------------------- | --- | --- | --- |
| 第壱 - 七話   | －             | 赤松入道円心編                           | 1巻                                             | 1323年 （元享3年）              |                                                     | 播磨国佐用郡赤松村、同佐用村 | 赤松円心、赤松範資、赤松則祐、大塔宮（尊雲法親王）、良忠 | |
| 第八 - 十六話 | －             | 大塔宮編                                 | 2巻                                             | 1324年 （元享4年・正中元年）    | 正中の変                                            | 比叡山、 京都、 河内国楠葉 | 〔討幕派〕大塔宮、後醍醐天皇 、日野俊基、日野資朝、土岐頼兼、土岐頼員、多治見国長 〔六波羅探題〕常葉範貞、斎藤利行、小串範行 | |
| 第十七話      | 貞氏殿憤慨の事 | 足利貞氏編                               | 3巻                                             | 1324年 （元享4年・正中元年）    |                                                     | 近江国大津、 下野国足利、 鎌倉                                                                                                   | 〔足利一党〕足利貞氏、足利高氏、足利直義、新田義貞、高師重、高師直 〔鎌倉幕府〕北条高時、長崎円喜 〔その他〕佐々木高氏 | 本編で足利貞氏は死去するが、史実では1331年（元弘元年）没 |
| 第十八話      | 判官殿懸想の事 | 足利貞氏編                               | 3巻                                             | 1324年 （元享4年・正中元年）    |                                                     | 近江国大津、 下野国足利、 鎌倉                                                                                                   | 〔足利一党〕足利貞氏、足利高氏、足利直義、新田義貞、高師重、高師直 〔鎌倉幕府〕北条高時、長崎円喜 〔その他〕佐々木高氏 | 本編で足利貞氏は死去するが、史実では1331年（元弘元年）没 |
| 第十九話      | 佐馬助顕現の事 | 足利貞氏編                               | 3巻                                             | 1324年 （元享4年・正中元年）    |                                                     | 近江国大津、 下野国足利、 鎌倉                                                                                                   | 〔足利一党〕足利貞氏、足利高氏、足利直義、新田義貞、高師重、高師直 〔鎌倉幕府〕北条高時、長崎円喜 〔その他〕佐々木高氏 | 本編で足利貞氏は死去するが、史実では1331年（元弘元年）没 |
| 第二十話      | 又太郎奮戦の事 | 足利貞氏編                               | 3巻                                             | 1324年 （元享4年・正中元年）    |                                                     | 近江国大津、 下野国足利、 鎌倉                                                                                                   | 〔足利一党〕足利貞氏、足利高氏、足利直義、新田義貞、高師重、高師直 〔鎌倉幕府〕北条高時、長崎円喜 〔その他〕佐々木高氏 | 本編で足利貞氏は死去するが、史実では1331年（元弘元年）没 |
| 第二十一話    | 御当主乱心の事 | 足利貞氏編                               | 3巻                                             | 1324年 （元享4年・正中元年）    |                                                     | 近江国大津、 下野国足利、 鎌倉                                                                                                   | 〔足利一党〕足利貞氏、足利高氏、足利直義、新田義貞、高師重、高師直 〔鎌倉幕府〕北条高時、長崎円喜 〔その他〕佐々木高氏 | 本編で足利貞氏は死去するが、史実では1331年（元弘元年）没 |
| 第二十二話    | 猿冠者発起の事 | 足利貞氏編                               | 3巻                                             | 1324年 （元享4年・正中元年）    |                                                     | 近江国大津、 下野国足利、 鎌倉                                                                                                   | 〔足利一党〕足利貞氏、足利高氏、足利直義、新田義貞、高師重、高師直 〔鎌倉幕府〕北条高時、長崎円喜 〔その他〕佐々木高氏 | 本編で足利貞氏は死去するが、史実では1331年（元弘元年）没 |
| 第二十三話    | 足利家謀反の事 | 足利貞氏編                               | 3巻                                             | 1324年 （元享4年・正中元年）    |                                                     | 近江国大津、 下野国足利、 鎌倉                                                                                                   | 〔足利一党〕足利貞氏、足利高氏、足利直義、新田義貞、高師重、高師直 〔鎌倉幕府〕北条高時、長崎円喜 〔その他〕佐々木高氏 | 本編で足利貞氏は死去するが、史実では1331年（元弘元年）没 |
| 第二十四話    | 御屋敷炎上の事 | 足利貞氏編                               | 3巻                                             | 1324年 （元享4年・正中元年）    |                                                     | 近江国大津、 下野国足利、 鎌倉                                                                                                   | 〔足利一党〕足利貞氏、足利高氏、足利直義、新田義貞、高師重、高師直 〔鎌倉幕府〕北条高時、長崎円喜 〔その他〕佐々木高氏 | 本編で足利貞氏は死去するが、史実では1331年（元弘元年）没 |
| 第二十五話    | 小袋坂別離の事 | 足利貞氏編                               | 3巻                                             | 1324年 （元享4年・正中元年）    |                                                     | 近江国大津、 下野国足利、 鎌倉                                                                                                   | 〔足利一党〕足利貞氏、足利高氏、足利直義、新田義貞、高師重、高師直 〔鎌倉幕府〕北条高時、長崎円喜 〔その他〕佐々木高氏 | 本編で足利貞氏は死去するが、史実では1331年（元弘元年）没 |
| 第二十六話    | 野盗共襲撃の事 | 楠木正成編 （千早城編） （六波羅探題編） | 4巻（34話まで） 5巻（43話まで） 6巻（52話まで） | 1331年・1333年 （元弘元 - 3年） | 元弘の変、 唐崎浜合戦、 赤坂城の戦い、 千早城の戦い | 紀伊国湯浅、 下赤坂城、 笠置山、 摂津国伊丹、 千早城、 河内国渡辺橋・天王寺、 隠岐島、 播磨国佐用庄、 河内国枚方、 京都、 船上山 | 〔討幕派〕 楠木正成、楠木正季、後醍醐天皇、大塔宮（還俗し護良親王）、千種忠顕、赤松円心、赤松範資、赤松貞範、赤松則祐、村上義光、寺田法念、名和長年 〔幕府軍〕大仏貞直、足利高氏、足利直義、高師直、高師泰、宇都宮公綱、名越高家 〔六波羅勢〕北条仲時、北条時益、河野通盛、陶山清直 〔その他〕阿野廉子 | * 楠木正成が車借業を営んでいる設定だが、実際に交通・流通支配や商業活動にも携わる武士だったとの説もある * 作中では下赤坂城は盗賊が街道を襲うために造った砦で、正成がこれを奪い改修したように描かれている * 1332年（元弘2年）の時点で宇都宮公綱が京におり、その足で下赤坂城を落としたが、実際に上洛したのは翌年になってから * 宇都宮公綱がほぼ単騎で千早城を攻略しようとするが、実際には城の崖下を掘り切り崩す戦略を採った * 寺田法念が千早城で戦死するが、一連の元弘の変に参戦した記録はなく、その没時も伝わらない |
| 第二十七話    | 湯浅家合戦の事 | 楠木正成編 （千早城編） （六波羅探題編） | 4巻（34話まで） 5巻（43話まで） 6巻（52話まで） | 1331年・1333年 （元弘元 - 3年） | 元弘の変、 唐崎浜合戦、 赤坂城の戦い、 千早城の戦い | 紀伊国湯浅、 下赤坂城、 笠置山、 摂津国伊丹、 千早城、 河内国渡辺橋・天王寺、 隠岐島、 播磨国佐用庄、 河内国枚方、 京都、 船上山 | 〔討幕派〕 楠木正成、楠木正季、後醍醐天皇、大塔宮（還俗し護良親王）、千種忠顕、赤松円心、赤松範資、赤松貞範、赤松則祐、村上義光、寺田法念、名和長年 〔幕府軍〕大仏貞直、足利高氏、足利直義、高師直、高師泰、宇都宮公綱、名越高家 〔六波羅勢〕北条仲時、北条時益、河野通盛、陶山清直 〔その他〕阿野廉子 | * 楠木正成が車借業を営んでいる設定だが、実際に交通・流通支配や商業活動にも携わる武士だったとの説もある * 作中では下赤坂城は盗賊が街道を襲うために造った砦で、正成がこれを奪い改修したように描かれている * 1332年（元弘2年）の時点で宇都宮公綱が京におり、その足で下赤坂城を落としたが、実際に上洛したのは翌年になってから * 宇都宮公綱がほぼ単騎で千早城を攻略しようとするが、実際には城の崖下を掘り切り崩す戦略を採った * 寺田法念が千早城で戦死するが、一連の元弘の変に参戦した記録はなく、その没時も伝わらない |
| 第二十八話    | 下赤坂攻城の事 | 楠木正成編 （千早城編） （六波羅探題編） | 4巻（34話まで） 5巻（43話まで） 6巻（52話まで） | 1331年・1333年 （元弘元 - 3年） | 元弘の変、 唐崎浜合戦、 赤坂城の戦い、 千早城の戦い | 紀伊国湯浅、 下赤坂城、 笠置山、 摂津国伊丹、 千早城、 河内国渡辺橋・天王寺、 隠岐島、 播磨国佐用庄、 河内国枚方、 京都、 船上山 | 〔討幕派〕 楠木正成、楠木正季、後醍醐天皇、大塔宮（還俗し護良親王）、千種忠顕、赤松円心、赤松範資、赤松貞範、赤松則祐、村上義光、寺田法念、名和長年 〔幕府軍〕大仏貞直、足利高氏、足利直義、高師直、高師泰、宇都宮公綱、名越高家 〔六波羅勢〕北条仲時、北条時益、河野通盛、陶山清直 〔その他〕阿野廉子 | * 楠木正成が車借業を営んでいる設定だが、実際に交通・流通支配や商業活動にも携わる武士だったとの説もある * 作中では下赤坂城は盗賊が街道を襲うために造った砦で、正成がこれを奪い改修したように描かれている * 1332年（元弘2年）の時点で宇都宮公綱が京におり、その足で下赤坂城を落としたが、実際に上洛したのは翌年になってから * 宇都宮公綱がほぼ単騎で千早城を攻略しようとするが、実際には城の崖下を掘り切り崩す戦略を採った * 寺田法念が千早城で戦死するが、一連の元弘の変に参戦した記録はなく、その没時も伝わらない |
| 第二十九話    | 笠置山邂逅の事 | 楠木正成編 （千早城編） （六波羅探題編） | 4巻（34話まで） 5巻（43話まで） 6巻（52話まで） | 1331年・1333年 （元弘元 - 3年） | 元弘の変、 唐崎浜合戦、 赤坂城の戦い、 千早城の戦い | 紀伊国湯浅、 下赤坂城、 笠置山、 摂津国伊丹、 千早城、 河内国渡辺橋・天王寺、 隠岐島、 播磨国佐用庄、 河内国枚方、 京都、 船上山 | 〔討幕派〕 楠木正成、楠木正季、後醍醐天皇、大塔宮（還俗し護良親王）、千種忠顕、赤松円心、赤松範資、赤松貞範、赤松則祐、村上義光、寺田法念、名和長年 〔幕府軍〕大仏貞直、足利高氏、足利直義、高師直、高師泰、宇都宮公綱、名越高家 〔六波羅勢〕北条仲時、北条時益、河野通盛、陶山清直 〔その他〕阿野廉子 | * 楠木正成が車借業を営んでいる設定だが、実際に交通・流通支配や商業活動にも携わる武士だったとの説もある * 作中では下赤坂城は盗賊が街道を襲うために造った砦で、正成がこれを奪い改修したように描かれている * 1332年（元弘2年）の時点で宇都宮公綱が京におり、その足で下赤坂城を落としたが、実際に上洛したのは翌年になってから * 宇都宮公綱がほぼ単騎で千早城を攻略しようとするが、実際には城の崖下を掘り切り崩す戦略を採った * 寺田法念が千早城で戦死するが、一連の元弘の変に参戦した記録はなく、その没時も伝わらない |
| 第三十話      | 大塔宮挙兵の事 | 楠木正成編 （千早城編） （六波羅探題編） | 4巻（34話まで） 5巻（43話まで） 6巻（52話まで） | 1331年・1333年 （元弘元 - 3年） | 元弘の変、 唐崎浜合戦、 赤坂城の戦い、 千早城の戦い | 紀伊国湯浅、 下赤坂城、 笠置山、 摂津国伊丹、 千早城、 河内国渡辺橋・天王寺、 隠岐島、 播磨国佐用庄、 河内国枚方、 京都、 船上山 | 〔討幕派〕 楠木正成、楠木正季、後醍醐天皇、大塔宮（還俗し護良親王）、千種忠顕、赤松円心、赤松範資、赤松貞範、赤松則祐、村上義光、寺田法念、名和長年 〔幕府軍〕大仏貞直、足利高氏、足利直義、高師直、高師泰、宇都宮公綱、名越高家 〔六波羅勢〕北条仲時、北条時益、河野通盛、陶山清直 〔その他〕阿野廉子 | * 楠木正成が車借業を営んでいる設定だが、実際に交通・流通支配や商業活動にも携わる武士だったとの説もある * 作中では下赤坂城は盗賊が街道を襲うために造った砦で、正成がこれを奪い改修したように描かれている * 1332年（元弘2年）の時点で宇都宮公綱が京におり、その足で下赤坂城を落としたが、実際に上洛したのは翌年になってから * 宇都宮公綱がほぼ単騎で千早城を攻略しようとするが、実際には城の崖下を掘り切り崩す戦略を採った * 寺田法念が千早城で戦死するが、一連の元弘の変に参戦した記録はなく、その没時も伝わらない |
| 第三十一話    | 幕府軍襲来の事 | 楠木正成編 （千早城編） （六波羅探題編） | 4巻（34話まで） 5巻（43話まで） 6巻（52話まで） | 1331年・1333年 （元弘元 - 3年） | 元弘の変、 唐崎浜合戦、 赤坂城の戦い、 千早城の戦い | 紀伊国湯浅、 下赤坂城、 笠置山、 摂津国伊丹、 千早城、 河内国渡辺橋・天王寺、 隠岐島、 播磨国佐用庄、 河内国枚方、 京都、 船上山 | 〔討幕派〕 楠木正成、楠木正季、後醍醐天皇、大塔宮（還俗し護良親王）、千種忠顕、赤松円心、赤松範資、赤松貞範、赤松則祐、村上義光、寺田法念、名和長年 〔幕府軍〕大仏貞直、足利高氏、足利直義、高師直、高師泰、宇都宮公綱、名越高家 〔六波羅勢〕北条仲時、北条時益、河野通盛、陶山清直 〔その他〕阿野廉子 | * 楠木正成が車借業を営んでいる設定だが、実際に交通・流通支配や商業活動にも携わる武士だったとの説もある * 作中では下赤坂城は盗賊が街道を襲うために造った砦で、正成がこれを奪い改修したように描かれている * 1332年（元弘2年）の時点で宇都宮公綱が京におり、その足で下赤坂城を落としたが、実際に上洛したのは翌年になってから * 宇都宮公綱がほぼ単騎で千早城を攻略しようとするが、実際には城の崖下を掘り切り崩す戦略を採った * 寺田法念が千早城で戦死するが、一連の元弘の変に参戦した記録はなく、その没時も伝わらない |
| 第三十二話    | 楠木軍解散の事 | 楠木正成編 （千早城編） （六波羅探題編） | 4巻（34話まで） 5巻（43話まで） 6巻（52話まで） | 1331年・1333年 （元弘元 - 3年） | 元弘の変、 唐崎浜合戦、 赤坂城の戦い、 千早城の戦い | 紀伊国湯浅、 下赤坂城、 笠置山、 摂津国伊丹、 千早城、 河内国渡辺橋・天王寺、 隠岐島、 播磨国佐用庄、 河内国枚方、 京都、 船上山 | 〔討幕派〕 楠木正成、楠木正季、後醍醐天皇、大塔宮（還俗し護良親王）、千種忠顕、赤松円心、赤松範資、赤松貞範、赤松則祐、村上義光、寺田法念、名和長年 〔幕府軍〕大仏貞直、足利高氏、足利直義、高師直、高師泰、宇都宮公綱、名越高家 〔六波羅勢〕北条仲時、北条時益、河野通盛、陶山清直 〔その他〕阿野廉子 | * 楠木正成が車借業を営んでいる設定だが、実際に交通・流通支配や商業活動にも携わる武士だったとの説もある * 作中では下赤坂城は盗賊が街道を襲うために造った砦で、正成がこれを奪い改修したように描かれている * 1332年（元弘2年）の時点で宇都宮公綱が京におり、その足で下赤坂城を落としたが、実際に上洛したのは翌年になってから * 宇都宮公綱がほぼ単騎で千早城を攻略しようとするが、実際には城の崖下を掘り切り崩す戦略を採った * 寺田法念が千早城で戦死するが、一連の元弘の変に参戦した記録はなく、その没時も伝わらない |
| 第三十三話    | 紀州逃避行の事 | 楠木正成編 （千早城編） （六波羅探題編） | 4巻（34話まで） 5巻（43話まで） 6巻（52話まで） | 1331年・1333年 （元弘元 - 3年） | 元弘の変、 唐崎浜合戦、 赤坂城の戦い、 千早城の戦い | 紀伊国湯浅、 下赤坂城、 笠置山、 摂津国伊丹、 千早城、 河内国渡辺橋・天王寺、 隠岐島、 播磨国佐用庄、 河内国枚方、 京都、 船上山 | 〔討幕派〕 楠木正成、楠木正季、後醍醐天皇、大塔宮（還俗し護良親王）、千種忠顕、赤松円心、赤松範資、赤松貞範、赤松則祐、村上義光、寺田法念、名和長年 〔幕府軍〕大仏貞直、足利高氏、足利直義、高師直、高師泰、宇都宮公綱、名越高家 〔六波羅勢〕北条仲時、北条時益、河野通盛、陶山清直 〔その他〕阿野廉子 | * 楠木正成が車借業を営んでいる設定だが、実際に交通・流通支配や商業活動にも携わる武士だったとの説もある * 作中では下赤坂城は盗賊が街道を襲うために造った砦で、正成がこれを奪い改修したように描かれている * 1332年（元弘2年）の時点で宇都宮公綱が京におり、その足で下赤坂城を落としたが、実際に上洛したのは翌年になってから * 宇都宮公綱がほぼ単騎で千早城を攻略しようとするが、実際には城の崖下を掘り切り崩す戦略を採った * 寺田法念が千早城で戦死するが、一連の元弘の変に参戦した記録はなく、その没時も伝わらない |
| 第三十四話    | 不死鳥再起の事 | 楠木正成編 （千早城編） （六波羅探題編） | 4巻（34話まで） 5巻（43話まで） 6巻（52話まで） | 1331年・1333年 （元弘元 - 3年） | 元弘の変、 唐崎浜合戦、 赤坂城の戦い、 千早城の戦い | 紀伊国湯浅、 下赤坂城、 笠置山、 摂津国伊丹、 千早城、 河内国渡辺橋・天王寺、 隠岐島、 播磨国佐用庄、 河内国枚方、 京都、 船上山 | 〔討幕派〕 楠木正成、楠木正季、後醍醐天皇、大塔宮（還俗し護良親王）、千種忠顕、赤松円心、赤松範資、赤松貞範、赤松則祐、村上義光、寺田法念、名和長年 〔幕府軍〕大仏貞直、足利高氏、足利直義、高師直、高師泰、宇都宮公綱、名越高家 〔六波羅勢〕北条仲時、北条時益、河野通盛、陶山清直 〔その他〕阿野廉子 | * 楠木正成が車借業を営んでいる設定だが、実際に交通・流通支配や商業活動にも携わる武士だったとの説もある * 作中では下赤坂城は盗賊が街道を襲うために造った砦で、正成がこれを奪い改修したように描かれている * 1332年（元弘2年）の時点で宇都宮公綱が京におり、その足で下赤坂城を落としたが、実際に上洛したのは翌年になってから * 宇都宮公綱がほぼ単騎で千早城を攻略しようとするが、実際には城の崖下を掘り切り崩す戦略を採った * 寺田法念が千早城で戦死するが、一連の元弘の変に参戦した記録はなく、その没時も伝わらない |
| 第三十五話    | 中世義侠伝の事 | 楠木正成編 （千早城編） （六波羅探題編） | 4巻（34話まで） 5巻（43話まで） 6巻（52話まで） | 1331年・1333年 （元弘元 - 3年） | 元弘の変、 唐崎浜合戦、 赤坂城の戦い、 千早城の戦い | 紀伊国湯浅、 下赤坂城、 笠置山、 摂津国伊丹、 千早城、 河内国渡辺橋・天王寺、 隠岐島、 播磨国佐用庄、 河内国枚方、 京都、 船上山 | 〔討幕派〕 楠木正成、楠木正季、後醍醐天皇、大塔宮（還俗し護良親王）、千種忠顕、赤松円心、赤松範資、赤松貞範、赤松則祐、村上義光、寺田法念、名和長年 〔幕府軍〕大仏貞直、足利高氏、足利直義、高師直、高師泰、宇都宮公綱、名越高家 〔六波羅勢〕北条仲時、北条時益、河野通盛、陶山清直 〔その他〕阿野廉子 | * 楠木正成が車借業を営んでいる設定だが、実際に交通・流通支配や商業活動にも携わる武士だったとの説もある * 作中では下赤坂城は盗賊が街道を襲うために造った砦で、正成がこれを奪い改修したように描かれている * 1332年（元弘2年）の時点で宇都宮公綱が京におり、その足で下赤坂城を落としたが、実際に上洛したのは翌年になってから * 宇都宮公綱がほぼ単騎で千早城を攻略しようとするが、実際には城の崖下を掘り切り崩す戦略を採った * 寺田法念が千早城で戦死するが、一連の元弘の変に参戦した記録はなく、その没時も伝わらない |
| 第三十六話    | 必殺裏稼業の事 | 楠木正成編 （千早城編） （六波羅探題編） | 4巻（34話まで） 5巻（43話まで） 6巻（52話まで） | 1331年・1333年 （元弘元 - 3年） | 元弘の変、 唐崎浜合戦、 赤坂城の戦い、 千早城の戦い | 紀伊国湯浅、 下赤坂城、 笠置山、 摂津国伊丹、 千早城、 河内国渡辺橋・天王寺、 隠岐島、 播磨国佐用庄、 河内国枚方、 京都、 船上山 | 〔討幕派〕 楠木正成、楠木正季、後醍醐天皇、大塔宮（還俗し護良親王）、千種忠顕、赤松円心、赤松範資、赤松貞範、赤松則祐、村上義光、寺田法念、名和長年 〔幕府軍〕大仏貞直、足利高氏、足利直義、高師直、高師泰、宇都宮公綱、名越高家 〔六波羅勢〕北条仲時、北条時益、河野通盛、陶山清直 〔その他〕阿野廉子 | * 楠木正成が車借業を営んでいる設定だが、実際に交通・流通支配や商業活動にも携わる武士だったとの説もある * 作中では下赤坂城は盗賊が街道を襲うために造った砦で、正成がこれを奪い改修したように描かれている * 1332年（元弘2年）の時点で宇都宮公綱が京におり、その足で下赤坂城を落としたが、実際に上洛したのは翌年になってから * 宇都宮公綱がほぼ単騎で千早城を攻略しようとするが、実際には城の崖下を掘り切り崩す戦略を採った * 寺田法念が千早城で戦死するが、一連の元弘の変に参戦した記録はなく、その没時も伝わらない |
| 第三十七話    | 赤松村再訪の事 | 楠木正成編 （千早城編） （六波羅探題編） | 4巻（34話まで） 5巻（43話まで） 6巻（52話まで） | 1331年・1333年 （元弘元 - 3年） | 元弘の変、 唐崎浜合戦、 赤坂城の戦い、 千早城の戦い | 紀伊国湯浅、 下赤坂城、 笠置山、 摂津国伊丹、 千早城、 河内国渡辺橋・天王寺、 隠岐島、 播磨国佐用庄、 河内国枚方、 京都、 船上山 | 〔討幕派〕 楠木正成、楠木正季、後醍醐天皇、大塔宮（還俗し護良親王）、千種忠顕、赤松円心、赤松範資、赤松貞範、赤松則祐、村上義光、寺田法念、名和長年 〔幕府軍〕大仏貞直、足利高氏、足利直義、高師直、高師泰、宇都宮公綱、名越高家 〔六波羅勢〕北条仲時、北条時益、河野通盛、陶山清直 〔その他〕阿野廉子 | * 楠木正成が車借業を営んでいる設定だが、実際に交通・流通支配や商業活動にも携わる武士だったとの説もある * 作中では下赤坂城は盗賊が街道を襲うために造った砦で、正成がこれを奪い改修したように描かれている * 1332年（元弘2年）の時点で宇都宮公綱が京におり、その足で下赤坂城を落としたが、実際に上洛したのは翌年になってから * 宇都宮公綱がほぼ単騎で千早城を攻略しようとするが、実際には城の崖下を掘り切り崩す戦略を採った * 寺田法念が千早城で戦死するが、一連の元弘の変に参戦した記録はなく、その没時も伝わらない |
| 第三十八話    | 楠木党再起の事 | 楠木正成編 （千早城編） （六波羅探題編） | 4巻（34話まで） 5巻（43話まで） 6巻（52話まで） | 1331年・1333年 （元弘元 - 3年） | 元弘の変、 唐崎浜合戦、 赤坂城の戦い、 千早城の戦い | 紀伊国湯浅、 下赤坂城、 笠置山、 摂津国伊丹、 千早城、 河内国渡辺橋・天王寺、 隠岐島、 播磨国佐用庄、 河内国枚方、 京都、 船上山 | 〔討幕派〕 楠木正成、楠木正季、後醍醐天皇、大塔宮（還俗し護良親王）、千種忠顕、赤松円心、赤松範資、赤松貞範、赤松則祐、村上義光、寺田法念、名和長年 〔幕府軍〕大仏貞直、足利高氏、足利直義、高師直、高師泰、宇都宮公綱、名越高家 〔六波羅勢〕北条仲時、北条時益、河野通盛、陶山清直 〔その他〕阿野廉子 | * 楠木正成が車借業を営んでいる設定だが、実際に交通・流通支配や商業活動にも携わる武士だったとの説もある * 作中では下赤坂城は盗賊が街道を襲うために造った砦で、正成がこれを奪い改修したように描かれている * 1332年（元弘2年）の時点で宇都宮公綱が京におり、その足で下赤坂城を落としたが、実際に上洛したのは翌年になってから * 宇都宮公綱がほぼ単騎で千早城を攻略しようとするが、実際には城の崖下を掘り切り崩す戦略を採った * 寺田法念が千早城で戦死するが、一連の元弘の変に参戦した記録はなく、その没時も伝わらない |
| 第三十九話    | 盗賊団乱入の事 | 楠木正成編 （千早城編） （六波羅探題編） | 4巻（34話まで） 5巻（43話まで） 6巻（52話まで） | 1331年・1333年 （元弘元 - 3年） | 元弘の変、 唐崎浜合戦、 赤坂城の戦い、 千早城の戦い | 紀伊国湯浅、 下赤坂城、 笠置山、 摂津国伊丹、 千早城、 河内国渡辺橋・天王寺、 隠岐島、 播磨国佐用庄、 河内国枚方、 京都、 船上山 | 〔討幕派〕 楠木正成、楠木正季、後醍醐天皇、大塔宮（還俗し護良親王）、千種忠顕、赤松円心、赤松範資、赤松貞範、赤松則祐、村上義光、寺田法念、名和長年 〔幕府軍〕大仏貞直、足利高氏、足利直義、高師直、高師泰、宇都宮公綱、名越高家 〔六波羅勢〕北条仲時、北条時益、河野通盛、陶山清直 〔その他〕阿野廉子 | * 楠木正成が車借業を営んでいる設定だが、実際に交通・流通支配や商業活動にも携わる武士だったとの説もある * 作中では下赤坂城は盗賊が街道を襲うために造った砦で、正成がこれを奪い改修したように描かれている * 1332年（元弘2年）の時点で宇都宮公綱が京におり、その足で下赤坂城を落としたが、実際に上洛したのは翌年になってから * 宇都宮公綱がほぼ単騎で千早城を攻略しようとするが、実際には城の崖下を掘り切り崩す戦略を採った * 寺田法念が千早城で戦死するが、一連の元弘の変に参戦した記録はなく、その没時も伝わらない |
| 第四十話      | 公綱殿進撃の事 | 楠木正成編 （千早城編） （六波羅探題編） | 4巻（34話まで） 5巻（43話まで） 6巻（52話まで） | 1331年・1333年 （元弘元 - 3年） | 元弘の変、 唐崎浜合戦、 赤坂城の戦い、 千早城の戦い | 紀伊国湯浅、 下赤坂城、 笠置山、 摂津国伊丹、 千早城、 河内国渡辺橋・天王寺、 隠岐島、 播磨国佐用庄、 河内国枚方、 京都、 船上山 | 〔討幕派〕 楠木正成、楠木正季、後醍醐天皇、大塔宮（還俗し護良親王）、千種忠顕、赤松円心、赤松範資、赤松貞範、赤松則祐、村上義光、寺田法念、名和長年 〔幕府軍〕大仏貞直、足利高氏、足利直義、高師直、高師泰、宇都宮公綱、名越高家 〔六波羅勢〕北条仲時、北条時益、河野通盛、陶山清直 〔その他〕阿野廉子 | * 楠木正成が車借業を営んでいる設定だが、実際に交通・流通支配や商業活動にも携わる武士だったとの説もある * 作中では下赤坂城は盗賊が街道を襲うために造った砦で、正成がこれを奪い改修したように描かれている * 1332年（元弘2年）の時点で宇都宮公綱が京におり、その足で下赤坂城を落としたが、実際に上洛したのは翌年になってから * 宇都宮公綱がほぼ単騎で千早城を攻略しようとするが、実際には城の崖下を掘り切り崩す戦略を採った * 寺田法念が千早城で戦死するが、一連の元弘の変に参戦した記録はなく、その没時も伝わらない |
| 第四十一話    | 三人組激闘の事 | 楠木正成編 （千早城編） （六波羅探題編） | 4巻（34話まで） 5巻（43話まで） 6巻（52話まで） | 1331年・1333年 （元弘元 - 3年） | 元弘の変、 唐崎浜合戦、 赤坂城の戦い、 千早城の戦い | 紀伊国湯浅、 下赤坂城、 笠置山、 摂津国伊丹、 千早城、 河内国渡辺橋・天王寺、 隠岐島、 播磨国佐用庄、 河内国枚方、 京都、 船上山 | 〔討幕派〕 楠木正成、楠木正季、後醍醐天皇、大塔宮（還俗し護良親王）、千種忠顕、赤松円心、赤松範資、赤松貞範、赤松則祐、村上義光、寺田法念、名和長年 〔幕府軍〕大仏貞直、足利高氏、足利直義、高師直、高師泰、宇都宮公綱、名越高家 〔六波羅勢〕北条仲時、北条時益、河野通盛、陶山清直 〔その他〕阿野廉子 | * 楠木正成が車借業を営んでいる設定だが、実際に交通・流通支配や商業活動にも携わる武士だったとの説もある * 作中では下赤坂城は盗賊が街道を襲うために造った砦で、正成がこれを奪い改修したように描かれている * 1332年（元弘2年）の時点で宇都宮公綱が京におり、その足で下赤坂城を落としたが、実際に上洛したのは翌年になってから * 宇都宮公綱がほぼ単騎で千早城を攻略しようとするが、実際には城の崖下を掘り切り崩す戦略を採った * 寺田法念が千早城で戦死するが、一連の元弘の変に参戦した記録はなく、その没時も伝わらない |
| 第四十二話    | 楠木包囲網の事 | 楠木正成編 （千早城編） （六波羅探題編） | 4巻（34話まで） 5巻（43話まで） 6巻（52話まで） | 1331年・1333年 （元弘元 - 3年） | 元弘の変、 唐崎浜合戦、 赤坂城の戦い、 千早城の戦い | 紀伊国湯浅、 下赤坂城、 笠置山、 摂津国伊丹、 千早城、 河内国渡辺橋・天王寺、 隠岐島、 播磨国佐用庄、 河内国枚方、 京都、 船上山 | 〔討幕派〕 楠木正成、楠木正季、後醍醐天皇、大塔宮（還俗し護良親王）、千種忠顕、赤松円心、赤松範資、赤松貞範、赤松則祐、村上義光、寺田法念、名和長年 〔幕府軍〕大仏貞直、足利高氏、足利直義、高師直、高師泰、宇都宮公綱、名越高家 〔六波羅勢〕北条仲時、北条時益、河野通盛、陶山清直 〔その他〕阿野廉子 | * 楠木正成が車借業を営んでいる設定だが、実際に交通・流通支配や商業活動にも携わる武士だったとの説もある * 作中では下赤坂城は盗賊が街道を襲うために造った砦で、正成がこれを奪い改修したように描かれている * 1332年（元弘2年）の時点で宇都宮公綱が京におり、その足で下赤坂城を落としたが、実際に上洛したのは翌年になってから * 宇都宮公綱がほぼ単騎で千早城を攻略しようとするが、実際には城の崖下を掘り切り崩す戦略を採った * 寺田法念が千早城で戦死するが、一連の元弘の変に参戦した記録はなく、その没時も伝わらない |
| 第四十三話    | 石軍団結成の事 | 楠木正成編 （千早城編） （六波羅探題編） | 4巻（34話まで） 5巻（43話まで） 6巻（52話まで） | 1331年・1333年 （元弘元 - 3年） | 元弘の変、 唐崎浜合戦、 赤坂城の戦い、 千早城の戦い | 紀伊国湯浅、 下赤坂城、 笠置山、 摂津国伊丹、 千早城、 河内国渡辺橋・天王寺、 隠岐島、 播磨国佐用庄、 河内国枚方、 京都、 船上山 | 〔討幕派〕 楠木正成、楠木正季、後醍醐天皇、大塔宮（還俗し護良親王）、千種忠顕、赤松円心、赤松範資、赤松貞範、赤松則祐、村上義光、寺田法念、名和長年 〔幕府軍〕大仏貞直、足利高氏、足利直義、高師直、高師泰、宇都宮公綱、名越高家 〔六波羅勢〕北条仲時、北条時益、河野通盛、陶山清直 〔その他〕阿野廉子 | * 楠木正成が車借業を営んでいる設定だが、実際に交通・流通支配や商業活動にも携わる武士だったとの説もある * 作中では下赤坂城は盗賊が街道を襲うために造った砦で、正成がこれを奪い改修したように描かれている * 1332年（元弘2年）の時点で宇都宮公綱が京におり、その足で下赤坂城を落としたが、実際に上洛したのは翌年になってから * 宇都宮公綱がほぼ単騎で千早城を攻略しようとするが、実際には城の崖下を掘り切り崩す戦略を採った * 寺田法念が千早城で戦死するが、一連の元弘の変に参戦した記録はなく、その没時も伝わらない |
| 第四十四話    | 円心殿決起の事 | 楠木正成編 （千早城編） （六波羅探題編） | 4巻（34話まで） 5巻（43話まで） 6巻（52話まで） | 1331年・1333年 （元弘元 - 3年） | 元弘の変、 唐崎浜合戦、 赤坂城の戦い、 千早城の戦い | 紀伊国湯浅、 下赤坂城、 笠置山、 摂津国伊丹、 千早城、 河内国渡辺橋・天王寺、 隠岐島、 播磨国佐用庄、 河内国枚方、 京都、 船上山 | 〔討幕派〕 楠木正成、楠木正季、後醍醐天皇、大塔宮（還俗し護良親王）、千種忠顕、赤松円心、赤松範資、赤松貞範、赤松則祐、村上義光、寺田法念、名和長年 〔幕府軍〕大仏貞直、足利高氏、足利直義、高師直、高師泰、宇都宮公綱、名越高家 〔六波羅勢〕北条仲時、北条時益、河野通盛、陶山清直 〔その他〕阿野廉子 | * 楠木正成が車借業を営んでいる設定だが、実際に交通・流通支配や商業活動にも携わる武士だったとの説もある * 作中では下赤坂城は盗賊が街道を襲うために造った砦で、正成がこれを奪い改修したように描かれている * 1332年（元弘2年）の時点で宇都宮公綱が京におり、その足で下赤坂城を落としたが、実際に上洛したのは翌年になってから * 宇都宮公綱がほぼ単騎で千早城を攻略しようとするが、実際には城の崖下を掘り切り崩す戦略を採った * 寺田法念が千早城で戦死するが、一連の元弘の変に参戦した記録はなく、その没時も伝わらない |
| 第四十五話    | 六波羅奇襲の事 | 楠木正成編 （千早城編） （六波羅探題編） | 4巻（34話まで） 5巻（43話まで） 6巻（52話まで） | 1331年・1333年 （元弘元 - 3年） | 元弘の変、 唐崎浜合戦、 赤坂城の戦い、 千早城の戦い | 紀伊国湯浅、 下赤坂城、 笠置山、 摂津国伊丹、 千早城、 河内国渡辺橋・天王寺、 隠岐島、 播磨国佐用庄、 河内国枚方、 京都、 船上山 | 〔討幕派〕 楠木正成、楠木正季、後醍醐天皇、大塔宮（還俗し護良親王）、千種忠顕、赤松円心、赤松範資、赤松貞範、赤松則祐、村上義光、寺田法念、名和長年 〔幕府軍〕大仏貞直、足利高氏、足利直義、高師直、高師泰、宇都宮公綱、名越高家 〔六波羅勢〕北条仲時、北条時益、河野通盛、陶山清直 〔その他〕阿野廉子 | * 楠木正成が車借業を営んでいる設定だが、実際に交通・流通支配や商業活動にも携わる武士だったとの説もある * 作中では下赤坂城は盗賊が街道を襲うために造った砦で、正成がこれを奪い改修したように描かれている * 1332年（元弘2年）の時点で宇都宮公綱が京におり、その足で下赤坂城を落としたが、実際に上洛したのは翌年になってから * 宇都宮公綱がほぼ単騎で千早城を攻略しようとするが、実際には城の崖下を掘り切り崩す戦略を採った * 寺田法念が千早城で戦死するが、一連の元弘の変に参戦した記録はなく、その没時も伝わらない |
| 第四十六話    | 破壊神出現の事 | 楠木正成編 （千早城編） （六波羅探題編） | 4巻（34話まで） 5巻（43話まで） 6巻（52話まで） | 1331年・1333年 （元弘元 - 3年） | 元弘の変、 唐崎浜合戦、 赤坂城の戦い、 千早城の戦い | 紀伊国湯浅、 下赤坂城、 笠置山、 摂津国伊丹、 千早城、 河内国渡辺橋・天王寺、 隠岐島、 播磨国佐用庄、 河内国枚方、 京都、 船上山 | 〔討幕派〕 楠木正成、楠木正季、後醍醐天皇、大塔宮（還俗し護良親王）、千種忠顕、赤松円心、赤松範資、赤松貞範、赤松則祐、村上義光、寺田法念、名和長年 〔幕府軍〕大仏貞直、足利高氏、足利直義、高師直、高師泰、宇都宮公綱、名越高家 〔六波羅勢〕北条仲時、北条時益、河野通盛、陶山清直 〔その他〕阿野廉子 | * 楠木正成が車借業を営んでいる設定だが、実際に交通・流通支配や商業活動にも携わる武士だったとの説もある * 作中では下赤坂城は盗賊が街道を襲うために造った砦で、正成がこれを奪い改修したように描かれている * 1332年（元弘2年）の時点で宇都宮公綱が京におり、その足で下赤坂城を落としたが、実際に上洛したのは翌年になってから * 宇都宮公綱がほぼ単騎で千早城を攻略しようとするが、実際には城の崖下を掘り切り崩す戦略を採った * 寺田法念が千早城で戦死するが、一連の元弘の変に参戦した記録はなく、その没時も伝わらない |
| 第四十七話    | 盗賊軍再起の事 | 楠木正成編 （千早城編） （六波羅探題編） | 4巻（34話まで） 5巻（43話まで） 6巻（52話まで） | 1331年・1333年 （元弘元 - 3年） | 元弘の変、 唐崎浜合戦、 赤坂城の戦い、 千早城の戦い | 紀伊国湯浅、 下赤坂城、 笠置山、 摂津国伊丹、 千早城、 河内国渡辺橋・天王寺、 隠岐島、 播磨国佐用庄、 河内国枚方、 京都、 船上山 | 〔討幕派〕 楠木正成、楠木正季、後醍醐天皇、大塔宮（還俗し護良親王）、千種忠顕、赤松円心、赤松範資、赤松貞範、赤松則祐、村上義光、寺田法念、名和長年 〔幕府軍〕大仏貞直、足利高氏、足利直義、高師直、高師泰、宇都宮公綱、名越高家 〔六波羅勢〕北条仲時、北条時益、河野通盛、陶山清直 〔その他〕阿野廉子 | * 楠木正成が車借業を営んでいる設定だが、実際に交通・流通支配や商業活動にも携わる武士だったとの説もある * 作中では下赤坂城は盗賊が街道を襲うために造った砦で、正成がこれを奪い改修したように描かれている * 1332年（元弘2年）の時点で宇都宮公綱が京におり、その足で下赤坂城を落としたが、実際に上洛したのは翌年になってから * 宇都宮公綱がほぼ単騎で千早城を攻略しようとするが、実際には城の崖下を掘り切り崩す戦略を採った * 寺田法念が千早城で戦死するが、一連の元弘の変に参戦した記録はなく、その没時も伝わらない |
| 第四十八話    | 連合軍逆襲の事 | 楠木正成編 （千早城編） （六波羅探題編） | 4巻（34話まで） 5巻（43話まで） 6巻（52話まで） | 1331年・1333年 （元弘元 - 3年） | 元弘の変、 唐崎浜合戦、 赤坂城の戦い、 千早城の戦い | 紀伊国湯浅、 下赤坂城、 笠置山、 摂津国伊丹、 千早城、 河内国渡辺橋・天王寺、 隠岐島、 播磨国佐用庄、 河内国枚方、 京都、 船上山 | 〔討幕派〕 楠木正成、楠木正季、後醍醐天皇、大塔宮（還俗し護良親王）、千種忠顕、赤松円心、赤松範資、赤松貞範、赤松則祐、村上義光、寺田法念、名和長年 〔幕府軍〕大仏貞直、足利高氏、足利直義、高師直、高師泰、宇都宮公綱、名越高家 〔六波羅勢〕北条仲時、北条時益、河野通盛、陶山清直 〔その他〕阿野廉子 | * 楠木正成が車借業を営んでいる設定だが、実際に交通・流通支配や商業活動にも携わる武士だったとの説もある * 作中では下赤坂城は盗賊が街道を襲うために造った砦で、正成がこれを奪い改修したように描かれている * 1332年（元弘2年）の時点で宇都宮公綱が京におり、その足で下赤坂城を落としたが、実際に上洛したのは翌年になってから * 宇都宮公綱がほぼ単騎で千早城を攻略しようとするが、実際には城の崖下を掘り切り崩す戦略を採った * 寺田法念が千早城で戦死するが、一連の元弘の変に参戦した記録はなく、その没時も伝わらない |
| 第四十九話    | 両探題奮戦の事 | 楠木正成編 （千早城編） （六波羅探題編） | 4巻（34話まで） 5巻（43話まで） 6巻（52話まで） | 1331年・1333年 （元弘元 - 3年） | 元弘の変、 唐崎浜合戦、 赤坂城の戦い、 千早城の戦い | 紀伊国湯浅、 下赤坂城、 笠置山、 摂津国伊丹、 千早城、 河内国渡辺橋・天王寺、 隠岐島、 播磨国佐用庄、 河内国枚方、 京都、 船上山 | 〔討幕派〕 楠木正成、楠木正季、後醍醐天皇、大塔宮（還俗し護良親王）、千種忠顕、赤松円心、赤松範資、赤松貞範、赤松則祐、村上義光、寺田法念、名和長年 〔幕府軍〕大仏貞直、足利高氏、足利直義、高師直、高師泰、宇都宮公綱、名越高家 〔六波羅勢〕北条仲時、北条時益、河野通盛、陶山清直 〔その他〕阿野廉子 | * 楠木正成が車借業を営んでいる設定だが、実際に交通・流通支配や商業活動にも携わる武士だったとの説もある * 作中では下赤坂城は盗賊が街道を襲うために造った砦で、正成がこれを奪い改修したように描かれている * 1332年（元弘2年）の時点で宇都宮公綱が京におり、その足で下赤坂城を落としたが、実際に上洛したのは翌年になってから * 宇都宮公綱がほぼ単騎で千早城を攻略しようとするが、実際には城の崖下を掘り切り崩す戦略を採った * 寺田法念が千早城で戦死するが、一連の元弘の変に参戦した記録はなく、その没時も伝わらない |
| 第五十話      | 足利勢上洛の事 | 楠木正成編 （千早城編） （六波羅探題編） | 4巻（34話まで） 5巻（43話まで） 6巻（52話まで） | 1331年・1333年 （元弘元 - 3年） | 元弘の変、 唐崎浜合戦、 赤坂城の戦い、 千早城の戦い | 紀伊国湯浅、 下赤坂城、 笠置山、 摂津国伊丹、 千早城、 河内国渡辺橋・天王寺、 隠岐島、 播磨国佐用庄、 河内国枚方、 京都、 船上山 | 〔討幕派〕 楠木正成、楠木正季、後醍醐天皇、大塔宮（還俗し護良親王）、千種忠顕、赤松円心、赤松範資、赤松貞範、赤松則祐、村上義光、寺田法念、名和長年 〔幕府軍〕大仏貞直、足利高氏、足利直義、高師直、高師泰、宇都宮公綱、名越高家 〔六波羅勢〕北条仲時、北条時益、河野通盛、陶山清直 〔その他〕阿野廉子 | * 楠木正成が車借業を営んでいる設定だが、実際に交通・流通支配や商業活動にも携わる武士だったとの説もある * 作中では下赤坂城は盗賊が街道を襲うために造った砦で、正成がこれを奪い改修したように描かれている * 1332年（元弘2年）の時点で宇都宮公綱が京におり、その足で下赤坂城を落としたが、実際に上洛したのは翌年になってから * 宇都宮公綱がほぼ単騎で千早城を攻略しようとするが、実際には城の崖下を掘り切り崩す戦略を採った * 寺田法念が千早城で戦死するが、一連の元弘の変に参戦した記録はなく、その没時も伝わらない |
| 第五十一話    | 勲功第一等の事 | 楠木正成編 （千早城編） （六波羅探題編） | 4巻（34話まで） 5巻（43話まで） 6巻（52話まで） | 1331年・1333年 （元弘元 - 3年） | 元弘の変、 唐崎浜合戦、 赤坂城の戦い、 千早城の戦い | 紀伊国湯浅、 下赤坂城、 笠置山、 摂津国伊丹、 千早城、 河内国渡辺橋・天王寺、 隠岐島、 播磨国佐用庄、 河内国枚方、 京都、 船上山 | 〔討幕派〕 楠木正成、楠木正季、後醍醐天皇、大塔宮（還俗し護良親王）、千種忠顕、赤松円心、赤松範資、赤松貞範、赤松則祐、村上義光、寺田法念、名和長年 〔幕府軍〕大仏貞直、足利高氏、足利直義、高師直、高師泰、宇都宮公綱、名越高家 〔六波羅勢〕北条仲時、北条時益、河野通盛、陶山清直 〔その他〕阿野廉子 | * 楠木正成が車借業を営んでいる設定だが、実際に交通・流通支配や商業活動にも携わる武士だったとの説もある * 作中では下赤坂城は盗賊が街道を襲うために造った砦で、正成がこれを奪い改修したように描かれている * 1332年（元弘2年）の時点で宇都宮公綱が京におり、その足で下赤坂城を落としたが、実際に上洛したのは翌年になってから * 宇都宮公綱がほぼ単騎で千早城を攻略しようとするが、実際には城の崖下を掘り切り崩す戦略を採った * 寺田法念が千早城で戦死するが、一連の元弘の変に参戦した記録はなく、その没時も伝わらない |
| 最終話        | 偽伝太平記の事 | 楠木正成編 （千早城編） （六波羅探題編） | 4巻（34話まで） 5巻（43話まで） 6巻（52話まで） | 1331年・1333年 （元弘元 - 3年） | 元弘の変、 唐崎浜合戦、 赤坂城の戦い、 千早城の戦い | 紀伊国湯浅、 下赤坂城、 笠置山、 摂津国伊丹、 千早城、 河内国渡辺橋・天王寺、 隠岐島、 播磨国佐用庄、 河内国枚方、 京都、 船上山 | 〔討幕派〕 楠木正成、楠木正季、後醍醐天皇、大塔宮（還俗し護良親王）、千種忠顕、赤松円心、赤松範資、赤松貞範、赤松則祐、村上義光、寺田法念、名和長年 〔幕府軍〕大仏貞直、足利高氏、足利直義、高師直、高師泰、宇都宮公綱、名越高家 〔六波羅勢〕北条仲時、北条時益、河野通盛、陶山清直 〔その他〕阿野廉子 | * 楠木正成が車借業を営んでいる設定だが、実際に交通・流通支配や商業活動にも携わる武士だったとの説もある * 作中では下赤坂城は盗賊が街道を襲うために造った砦で、正成がこれを奪い改修したように描かれている * 1332年（元弘2年）の時点で宇都宮公綱が京におり、その足で下赤坂城を落としたが、実際に上洛したのは翌年になってから * 宇都宮公綱がほぼ単騎で千早城を攻略しようとするが、実際には城の崖下を掘り切り崩す戦略を採った * 寺田法念が千早城で戦死するが、一連の元弘の変に参戦した記録はなく、その没時も伝わらない |

## 主な登場人物
石（いし）
主人公。15歳→22歳。荷押しの下人で播磨国赤松村で悪党赤松氏に捕われ猿冠者と出会い、自分の国が欲しいという夢を持つようになる。比叡山で鍛錬を積み、京都において猿冠者や大塔宮と時期尚早な討幕計画（正中の変）を潰す。その後、鎌倉で猿冠者と別れ、比叡山へ戻る途中で行倒れ楠木正成に救われ行動を共にした後、盗賊を取りまとめ自分の軍団を結成して六波羅探題に戦いを挑む。武勇と度胸に優れた若者。盗賊仲間からは「よだれかけの石」と呼ばれる。
猿冠者（さるかじゃ）
鎌倉幕府討幕を目論む謎の人物。かなりの知恵者であり様々な策略を立て暗躍するが、詰めの甘さから失敗することもある。正体は史実では夭折した足利高義。
赤松円心（あかまつ えんしん）
播磨国赤松村一帯を治める土豪。「寄らば悪党、散らば民」が口癖で、六波羅探題の代官を欺いて備蓄を進めている。
大塔宮（おおとうのみや）
後醍醐天皇の皇子だが、自分を延暦寺へ送り込んだ父帝を嫌う。石や猿冠者を友と頼み、父の野心とは異なる身分に囚われない国を作りたいと思っている。
後醍醐天皇（ごだいごてんのう）
当今（第96代）の帝で、大塔宮の父。尊大だが強力なカリスマ性を持つ。落人狩りを素手で狩る最強の天皇。石はただ一言「キョーレツ」と評する。一度は隠岐に配流されるも、素手で見張りの兵を制圧し嵐で荒れ狂う日本海を小舟で渡り復活するなど、常人離れした描写が目立つ。
足利貞氏（あしかが さだうじ）
鎌倉幕府の有力御家人で、猿冠者（足利高義）や足利尊氏の父。幕府に対し従順だが、密かに足利天下の野望を抱いている。「武士の本懐とは、舐められたら殺す」が持論。長男高義の才を認めつつも疎んじている。
足利尊氏（あしかが たかうじ）
廃嫡（表向きは夭折）された兄・高義に代わる足利家の現嫡男、後に足利家当主となる。平和を愛する心優しい青年だが、同時に天賦の軍事的才覚と戦場でそれを発揮することに喜びを感じる心を併せ持ち、その狭間で苦悩している。出家も考えているが、その一方で父の遺言通り天下を狙い、石のような好敵手と戦う事も待ち望んでいる。
足利直義（あしかが ただよし）
足利貞氏の息子で高義、高氏の弟。真面目で実直な人物で、破天荒な父や兄に翻弄されている。戦術眼こそ兄に劣るものの、高い統率力を発揮し高氏の軍略通りに部隊を動かすことができる。
高師直（こうの　もろなお）
足利家執事。武勇に優れる大男。足利家の為に汚れ仕事をこなし、度々石の前に立ち塞がる。主君である尊氏・直義兄弟にも敬語を使わない極めて尊大な性格。
新田義貞（にった よしさだ）
足利家傘下の下級武士。いわゆる昼行灯な性格だが武芸に秀でる。足利家の他の家臣からはうだつの上がらない人物と見なされ、本人も大きな野心を持たず百姓同然の暮らしを好む。猿冠者とは古くからの親友のよう。彼の窮地を救う。
楠木正成（くすのき まさしげ）
百姓出身で車借の楠木党を率いており、「ひりつきたい」と思っている、いわゆるスリルジャンキー。その本質を後醍醐に見抜かれ魅了されてしまう。史実どおり優れた戦略家として幕府の大軍相手に縦横無尽の活躍を見せるが、石からはそれを「面子を重んじる武士の戦いに商人の合理性を持ち込んだから」と評される。
赤松則祐（あかまつ そくゆう）
円心の三男。父の命で大塔宮の側近となり成長。石を兄貴と慕う。通称、三郎。
北条仲時（ほうじょう なかとき）
六波羅探題の長。石らを使った後醍醐天皇暗殺計画を企てていた。後に京に迫る石ら賊軍に対抗すべく六波羅を城塞化。帝（光厳天皇）を迎え入れ、幕府と朝廷の権威の統一による新秩序新世界構築を目論むが石に討たれる。
宇都宮公綱（うつのみや きんつな）
鎌倉幕府軍の武将。筋骨隆々にして全身刀傷だらけの大男。鎌倉武士の鑑とも称され、命令を絶対遵守する忠義者である一方、行軍の途上で「協力」と称して略奪を繰り返したり、幕府軍が降参した途端に戦を止めて敵に飯を要求するなど、命令以外に頓着しない性格。個人的な戦闘能力は作中最強クラスで、単騎で兵が籠る下赤坂城を陥とし、千早城の防衛トラップを正面から跳ね除け正成を震え上がらせた。石・鬼若・法念の実力者三人がかりで辛くも致命傷を負わせたかに見えたが、生き延びて地下から千早城本丸に到達した。
寺田法念（てらだ ほうねん）
赤松円心が支配する矢野荘にいた老武士で、後醍醐天皇暗殺計画に石と参加するが逃亡し行動を共にする。金砕棒を使い、自らを「蒙古襲来世代」と呼ぶ。後に石と共に楠木軍に加わり、千早城の戦いにて宇都宮公綱を相手に命がけで隙を作ったが、谷底に落とされ死亡した。
鬼若
河内の盗賊だったが、後に石の相棒的な存在となり行動を共にする。二刀流戦斧の使い手。人間嫌いで、自然を破壊する人間を全て抹殺した後、自身が最後の一人になり命を絶つことを望む。食人鬼のシリアルキラーだが意外にも常識的な面もあり、石の一見無謀な作戦に対して冷静にツッコミを入れたり和歌を詠んだりもする。

## その他
- 三章の足利貞氏編よりサブタイトルがついた。
- 第三十話の扉絵は『護良親王出陣図』を模している。

## 書誌情報
- 河部真道 『バンデット -偽伝太平記-』 講談社〈モーニングKC〉、全6巻
  1. 2017年2月23日発行（同日発売）、ISBN 978-4-06-388697-9
  2. 2017年4月21日発行（同日発売）、ISBN 978-4-06-388718-1
  3. 2017年7月21日発行（同日発売）、ISBN 978-4-06-510050-9
  4. 2017年9月22日発行（同日発売）、ISBN 978-4-06-510230-5
  5. 2017年12月21日発行（同日発売）、ISBN 978-4-06-510810-9
  6. 2018年1月23日発行（同日発売）、ISBN 978-4-06-510811-6